# Pullen (Kanada)
Otok Pullen (eng. Pullen Island) je manji nenastanjeni otok u Beaufortovom moru pred sjevernom obalom Inuvika u Kanadi. Najbliže naseljeno mjesto je oko 60 kilometara zračne linije pema jugoistoku udaljeni Tuktoyaktuk i znatno južnije Inuvik.